# Canton de Saint-Jean-du-Gard
Le canton de Saint-Jean-du-Gard est une ancienne division administrative du département du Gard, dans l'arrondissement d'Alès.

## Composition
| Nom                            | Code Insee | Intercommunalité      | Superficie (km2) | Population (dernière pop. légale) | Densité (hab./km2) |
| ------------------------------ | ---------- | --------------------- | ---------------- | --------------------------------- | ------------------ |
| Saint-Jean-du-Gard (chef-lieu) | 30269      | CA Alès Agglomération | 41,64            | 2 697 (2014)                      | 65                 |
| Corbès                         | 30094      | CA Alès Agglomération | 3,28             | 166 (2014)                        | 51                 |
| Mialet                         | 30168      | CA Alès Agglomération | 30,76            | 602 (2014)                        | 20                 |

À noter que la commune de Corbès ne partageait aucune limite territoriale avec les autres communes du canton.

## La photo du canton

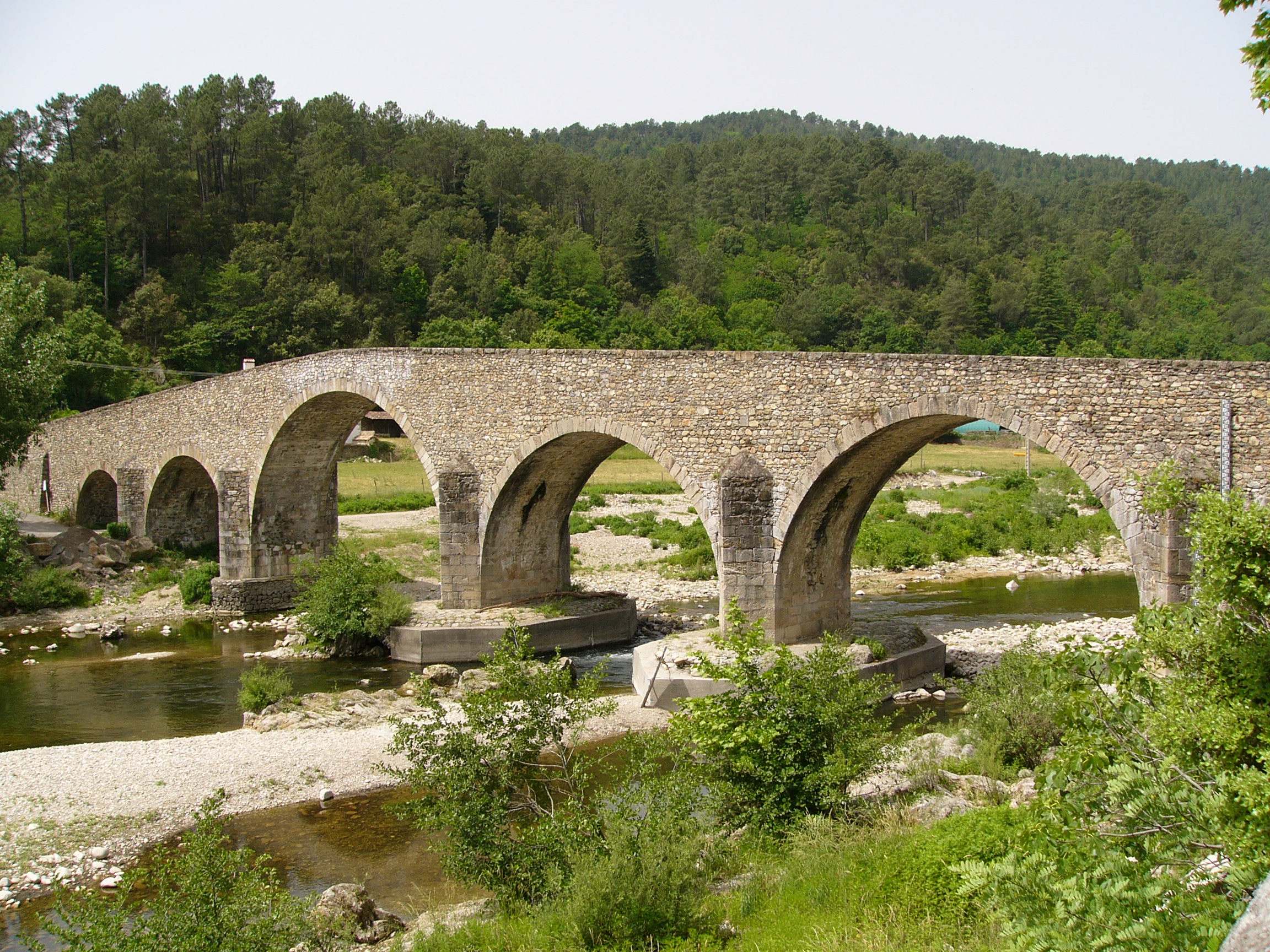
Pont à Saint-Jean-du-Gard

## Représentation

### Conseillers d'arrondissement (de 1833 à 1940)
| Période                                  | Période | Identité                             | Étiquette   | Qualité |
| ---------------------------------------- | ------- | ------------------------------------ | ----------- | --- |
| 1833                                     | 1836    | Louis de Nozières                    |             | Propriétaire à Saint-Jean-du-Gard                                                                           |
| 1836                                     | 1848    | Casimir Bros (1795-1875)             |             | Juge de paix                                                                                                |
| 1848                                     | 1852    | Jean-François de Béranger de Caladon |             | Maire de Saint-Jean-du-Gard (1826-1830, 1849-1850), puis d'Anduze (1857)                                    |
| 1852                                     | 1858    | Léon Molines                         |             | Négociant en soie à Saint-Jean-du-Gard                                                                      |
| 1858                                     | 1867    | Frédéric de Coehorn                  | Légitimiste | Maire de Saint-Jean-du-Gard                                                                                 |
| 1867                                     | 1870    |                                      |             | |
| 1870                                     | 1886    | Albin Pellet                         | Républicain | Inspecteur divisionnaire du travail des enfants dans les manufactures, maire de Saint-Jean-du-Gard,         |
| 1886                                     | 1913    | Félix Faïsse                         | radical     | Maire de Fourques                                                                                           |
| 1913                                     | 1925    | Albin Sabadel                        | Radical     | Propriétaire cultivateur à Saint-Jean-du-Gard                                                               |
| 1925                                     | 1937    | Léonce Goût                          | radical-PRS | Propriétaire agriculteur à Saint-Jean-du-Gard                                                               |
| 1937                                     | 1940    | Louis Laporte                        | SFIO        | Propriétaire cultivateur à Saint-Jean-du-Gard                                                               |
| 1940                                     |         |                                      |             | Les conseils d'arrondissement ont été suspendus par la loi du 12 octobre 1940 et n'ont jamais été réactivés |
| Les données manquantes sont à compléter. |         |                                      |             | |

### Conseillers généraux
| Période | Période      | Identité                                            | Étiquette                          | Qualité |
| ------- | ------------ | --------------------------------------------------- | ---------------------------------- | --- |
| 1833    | 1836         | Henri Boudon                                        |                                    | Propriétaire, maire de Saint-Jean-du-Gard |
| 1836    | 1848         | Louis Isaac Soubeiran                               |                                    | Propriétaire foncier Maire de Saint-Jean-du-Gard (1835-?) |
| 1848    | 1867         | Comte Joseph Pelet de la Lozère                     | Centre gauche                      | Propriétaire à Paris Ancien membre du Conseil d'État, ancien Préfet Ancien Ministre, Pair de France Ancien député de Loir-et-Cher (1827-1837)                                     |
| 1867    | 1871         | Baron Frédéric Guillaume Menno de Girard de Coehorn | Légitimiste                        | Ancien officier Maire de Saint-Jean-du-Gard Conseiller d'arrondissement |
| 1871    | 1888 (décès) | Louis Boudon (1823-1888)                            | Républicain                        | Filateur de soie à Saint-Jean-du-Gard |
| 1888    | 1919         | René Boudon (1855-1936, fils du précédent)          | Républicain progressiste puis Rad. | Industriel, filateur, président de banque Maire de Saint-Jean-du-Gard |
| 1919    | 1940         | Raoul Dunal (1876-1946)                             | Rad.                               | Lieutenant-colonel, industriel à Saint-Jean-du-Gard |
|         |              |                                                     |                                    | |
| 1942    | 1945         | Jean Henri Bentkowski (1892-1960)                   |                                    | Docteur en médecine Maire de Saint-Jean-du-Gard (1935-1945) Nommé conseiller départemental en 1942                                                                                |
|         |              |                                                     |                                    | |
| 1945    | 1967         | Marceau Lapierre (1887-1971)                        | SFIO                               | Instituteur, préhistorien Maire de Saint-Jean-du-Gard (1945-1959) |
| 1967    | 1971         | Robert Lavesque                                     | SFIO puis PS                       | Maire de Saint-Jean-du-Gard (1959-1971) |
| 1971    | 1992         | Robert Ruas                                         | DVD puis UDF                       | Commerçant Maire de Saint-Jean-du-Gard (1971-1989) Conseiller régional (2001-2004)                                                                                                |
| 1992    | 2015         | Lucien Affortit                                     | Écologiste puis PS                 | Notaire Maire de Saint-Jean-du-Gard (1989-2005) Adjoint au maire de Saint-Jean-du-Gard (2005-2014) Conseiller municipal depuis 2014 Vice-président du Conseil général (2011-2015) |

## Démographie
| 1962  | 1968  | 1975  | 1982  | 1990  | 1999  | 2006  | 2011  | 2012  |
| ----- | ----- | ----- | ----- | ----- | ----- | ----- | ----- | ----- |
| 2 907 | 2 845 | 2 793 | 2 964 | 3 065 | 3 229 | 3 349 | 3 442 | 3 449 |